# Melaleuca wilsonii
Melaleuca wilsonii là một loài thực vật có hoa trong Họ Đào kim nương. Loài này được F.Muell. mô tả khoa học đầu tiên năm 1860.
Đây là loài bản địa các khu vực của Nam Úc và Victoria. Chúng thích nghi với nhiều loại đất, chúng chịu được sương và thường được trồng.
Melaleuca wilsonii là một loại cây bụi rậm phát triển tới chiều cao 2 mét và thường lan rộng đến 3 mét với vỏ thô dễ bong ra. Bố trí xen kẽ trong cặp (tréo hình chữ x), lá dài 8–15 mm (0,3-0,6 in), rộng 1–2 mm (0,04-0,08 in) và thon lại tại một điểm. 

## Hình ảnh

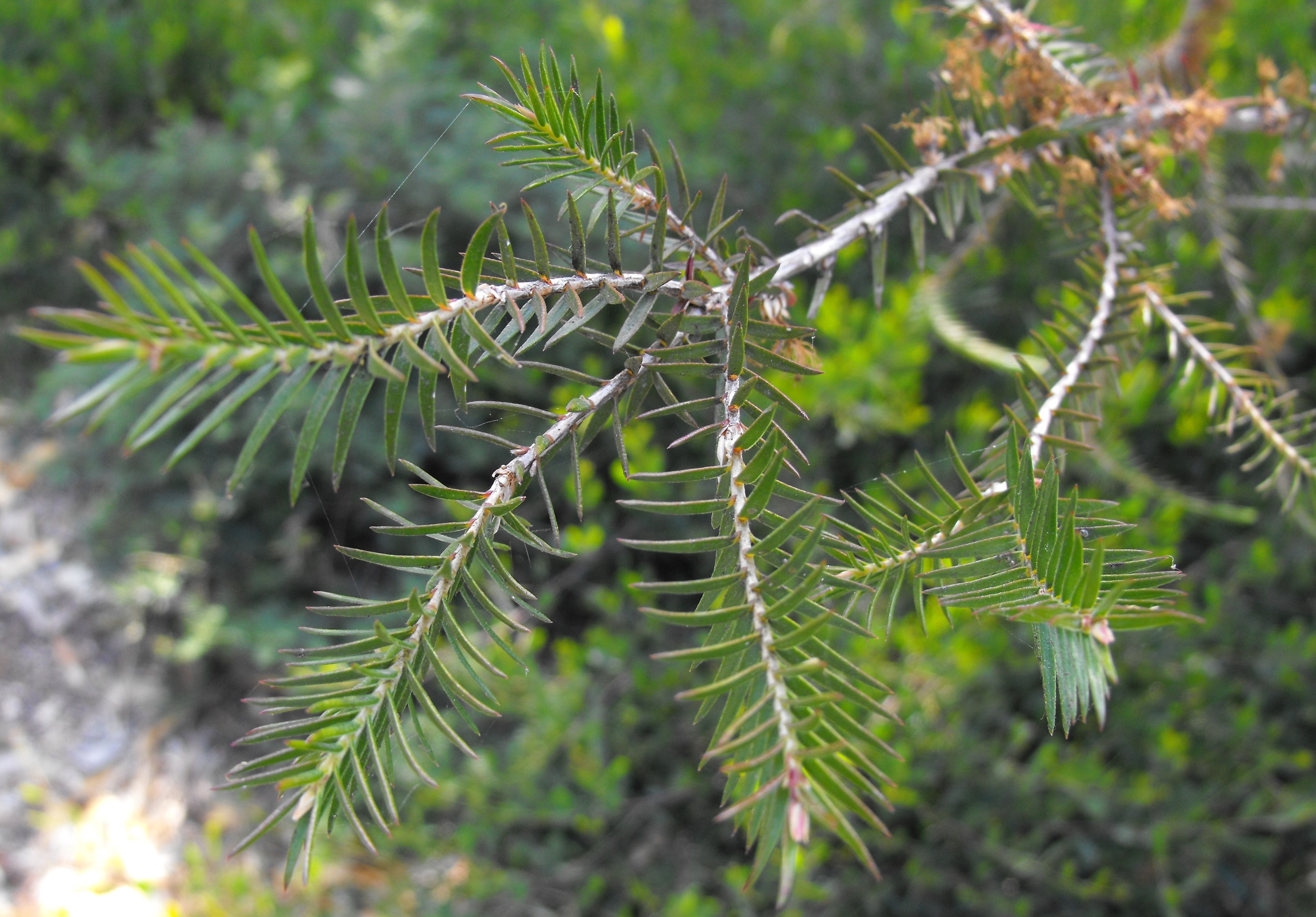
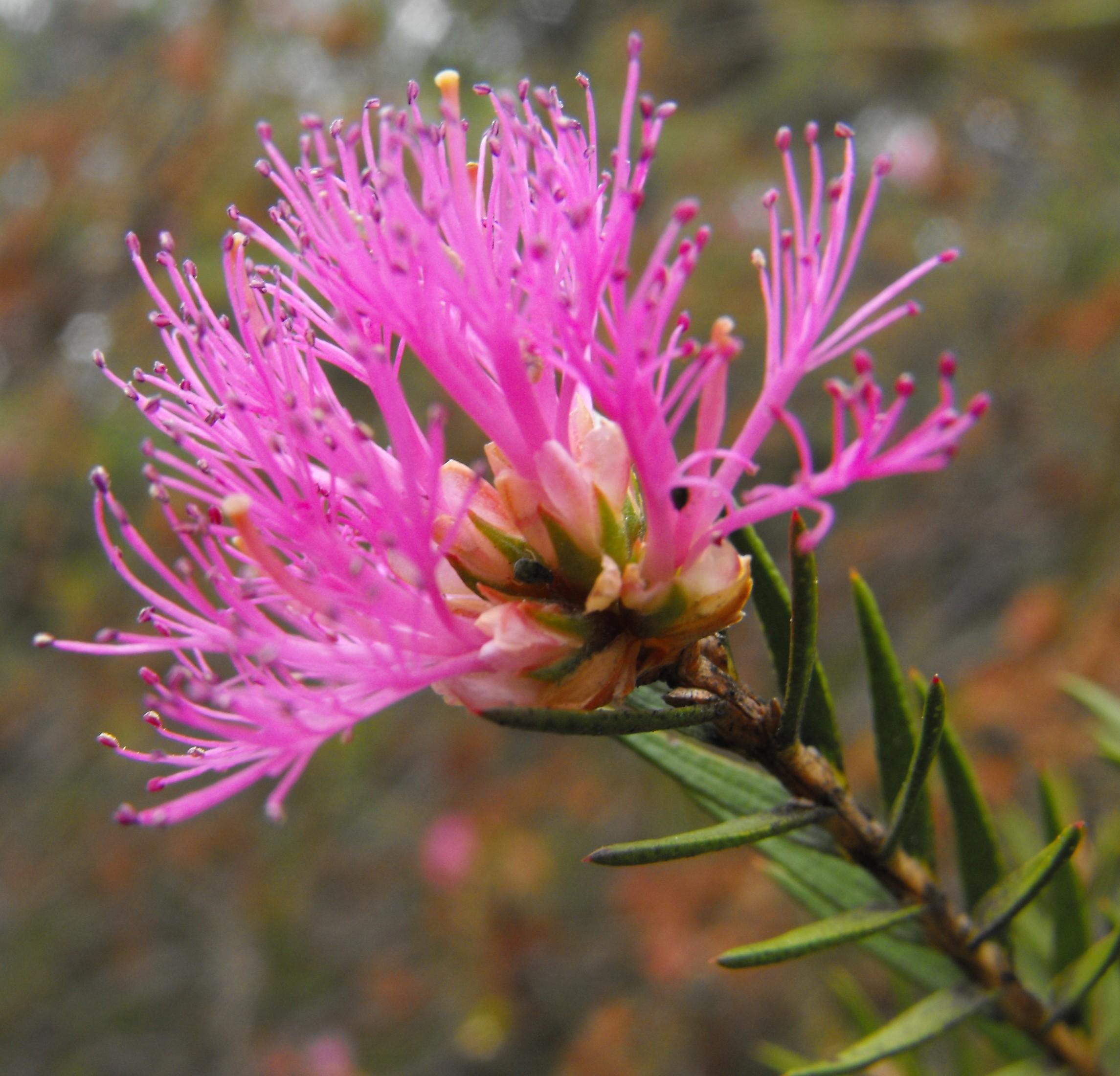